# Ґамратка
Ґамратка (пол. Gamratka) — село в Польщі, у гміні Мінськ-Мазовецький Мінського повіту Мазовецького воєводства.
Населення — 93 особи (2011).
У 1975-1998 роках село належало до Седлецького воєводства.

## Демографія
Демографічна структура станом на 31 березня 2011 року:
|          | Загалом | Допрацездатний вік | Працездатний вік | Постпрацездатний вік |
| -------- | ------- | ------------------ | ---------------- | -------------------- |
| Чоловіки | 44      | 13                 | 28               | 3                    |
| Жінки    | 49      | 12                 | 26               | 11                   |
| Разом    | 93      | 25                 | 54               | 14                   |